# Ламкель Зе, Дидье
Дидье́ Ламке́ль Зе (фр. Didier Lamkel Zé; род. 17 сентября 1996, Бертуа) — камерунский футболист, нападающий клуба «Сент-Трюйден». Выступал за национальную сборную Камеруна.

## Клубная карьера
Воспитанник французского клуба «Лилль». В 2015 году начал выступать за дублирующую команду. В 2016 году перешёл в «Ньор». 29 июля в матче против «Ланса» дебютировал в Лиге 2. 5 августа в поединке против «Лаваля» забил свой первый гол за «Ньор». Летом 2018 года перешёл в бельгийский «Антверпен». Сумма трансфера составила 900 тыс. евро. 4 августа в матче против «Кортрейка» дебютировал в Жюпиле лиге. 4 ноября в поединке против льежского «Стандарда» забил свой первый гол за «Антверпен». В 2020 году он помог команде выиграть Кубок Бельгии.
В начале 2022 года на правах аренды перешёл в «Химки». 26 февраля в матче против московского «Динамо» дебютировал в РПЛ. 6 марта в поединке против столичного «Локомотива» сделал дубль, забив свои первые голы за «Химки». В марте 2022 года приостановил контракт, вернувшись в «Антверпен».
Согласно специальным правилам ФИФА, иностранным игрокам из российских клубов было разрешено совершать переход в другой клуб вне трансферного окна. 1 апреля 2023 года Дидье перешел во французский «Мец» на правах аренды.
23 августа 2022 года Ламкель Зе подписал трехлетний контракт с бельгийским клубом «Кортрейк». В начале 2023 года отправился в аренду в «Видад».

## Достижения
«Антверпен»
- Обладатель Кубка Бельгии: 2019/20